# Euxoa annulipes
Euxoa annulipes là một loài bướm đêm trong họ Noctuidae.